# Viktor Troicki
Viktor Troicki (serbisch-kyrillisch Виктор Троицки; * 10. Februar 1986 in Belgrad, SR Serbien, SFR Jugoslawien) ist ein ehemaliger serbischer Tennisspieler.

## Karriere
Troicki begann im Alter von fünf Jahren unter Trainer Nenad Trifunović mit dem Tennisspielen. Als 13-Jähriger zog er nach Boca Raton, Florida, um an der dortigen Tennisakademie zu trainieren.
Im Oktober 2006 begann er seine Profikarriere auf der ATP World Tour. In Tokio besiegte er in der ersten Runde den Spanier Fernando Vicente mit 6:7 (4:7), 6:4 und 6:2. Danach verlor er gegen die Nummer 1, Roger Federer, mit 6:7 (2:7) und 6:7 (3:7). 2008 erreichte er die dritte Runde der US Open, in der er gegen Rafael Nadal 4:6, 3:6 und 0:6 verlor.
2010 ging Troicki beim ATP-Turnier in Doha an den Start und kam bis ins Halbfinale, wo er erneut Nadal unterlag (1:6, 3:6). Bei den Australian Open erreichte er 2010 die zweite Runde. Er unterlag dem Deutschen Florian Mayer mit 6:4, 4:6, 6:7 (2:7) und 1:6. Seinen ersten ATP-Titel errang er am 24. Oktober 2010 in Moskau. Anfang Dezember besiegte er im Davis Cup den Franzosen Michaël Llodra und sicherte der serbischen Mannschaft, für die er ab 2008 spielte, zum ersten Mal den Titel. Von 2008 bis 2011 spielte er in der 1. Tennis-Bundesliga beim TC Blau-Weiss Halle, mit dem er dreimal Vizemeister wurde.
Am 25. Juli 2013 wurde bekannt, dass der Weltverband ITF Troicki mit einer 18-monatigen Dopingsperre bis Januar 2015 belegt hatte. Zwar gab er im Rahmen des Monte Carlo Masters eine geforderte Urinprobe ab, verweigerte jedoch aufgrund starken Unwohlseins eine Blutprobe. Troicki legte gegen die Entscheidung Berufung ein, da der behandelnde Arzt bei der Dopingprobe dem Verzicht der Blutentnahme zugestimmt hatte. Im August reichte er gegen die Dopingsperre Klage beim Internationalen Sportgerichtshof ein, der die Strafe auf 12 Monate reduzierte.
Im Juli 2014 gab er in Gstaad sein Comeback dank einer Wildcard. Vier Wochen später gewann er das Challenger-Turnier in Como, wo er im Finale Louk Sorensen schlug. Mitte September gewann er in Banja Luka einen weiteren Challenger mit einem Sieg gegen Albert Ramos Viñolas. Zum Saisonauftakt 2015 gelang ihm sein zweiter ATP-Turniersieg in Sydney, er siegte in zwei Sätzen gegen Michail Kukuschkin. In Stuttgart erreichte er zwar das Finale, verlor aber gegen Rafael Nadal in zwei Sätzen.
Im Folgejahr gelang es ihm, den Titel in Sydney gegen Grigor Dimitrow zu verteidigen. Drei Wochen später stand er im Finale von Sofia, das Roberto Bautista Agut gegen ihn gewann. Gegen Bautista Agut verlor er ebenfalls die Halbfinalpartie in Winston-Salem. Im Jahr 2017 erreichte Troicki die Halbfinals in Sydney und Istanbul.
Nach vielen Erst- und Zweitrundenniederlagen fiel er 2018 aus den Top 100 der Weltrangliste heraus. Im nachfolgenden Jahr konnte er ein einziges Mal bei einem Challenger-Turnier ein Finale spielen, in Surbiton verlor er in der Finalrunde gegen Daniel Evans.
Die Jahre 2020 und 2021 verliefen wenig erfolgreich. Im Juni 2021 beendete er nach seinem Ausscheiden in der Qualifikation für Wimbledon seine Karriere.
Zwischen 2008 und 2019 spielte er 40 Matches in 24 Begegnungen für die serbische Davis-Cup-Mannschaft, von denen er 24 gewinnen konnte.

## Persönliches
Troicki heiratete im November 2016 seine Freundin, das Model Aleksandra Đorđević.

## Erfolge
| Legende (Anzahl der Siege)                       |
| Grand Slam                                       |
| Tennis Masters Cup ATP World Tour Finals         |
| ATP Masters Series ATP World Tour Masters 1000   |
| ATP International Series Gold ATP World Tour 500 |
| ATP International Series ATP World Tour 250 (5)  |
| ATP Challenger Tour (5)                          |

| Titel nach Belag |
| Hartplatz (5)    |
| Sand (0)         |
| Rasen (0)        |

### Einzel

#### Turniersiege

##### ATP World Tour
| Nr. | Datum            | Turnier    | Belag         | Finalgegner        | Ergebnis       |
| --- | ---------------- | ---------- | ------------- | ------------------ | -------------- |
| 1.  | 24. Oktober 2010 | Moskau     | Hartplatz (i) | Marcos Baghdatis   | 3:6, 6:4, 6:3  |
| 2.  | 17. Januar 2015  | Sydney (1) | Hartplatz     | Michail Kukuschkin | 6:2, 6:3       |
| 3.  | 16. Januar 2016  | Sydney (2) | Hartplatz     | Grigor Dimitrow    | 2:6, 6:1, 7:67 |

##### ATP Challenger Tour
| Nr. | Datum              | Turnier    | Belag       | Finalgegner          | Ergebnis      |
| --- | ------------------ | ---------- | ----------- | -------------------- | ------------- |
| 1.  | 30. April 2006     | Dharwad    | Hartplatz   | Łukasz Kubot         | 2:6, 6:4, 6:4 |
| 2.  | 22. Februar 2009   | Belgrad    | Teppich (i) | Dominik Hrbatý       | 6:4, 6:2      |
| 3.  | 31. August 2014    | Como       | Sand        | Louk Sorensen        | 6:3, 6:2      |
| 4.  | 14. September 2014 | Banja Luka | Sand        | Albert Ramos Viñolas | 7:5, 4:6, 7:5 |

#### Finalteilnahmen
| Nr. | Datum            | Turnier    | Belag         | Finalgegner           | Ergebnis  |
| --- | ---------------- | ---------- | ------------- | --------------------- | --------- |
| 1.  | 10. August 2008  | Washington | Hartplatz     | Juan Martín del Potro | 3:6, 3:6  |
| 2.  | 4. Oktober 2009  | Bangkok    | Hartplatz (i) | Gilles Simon          | 5:7, 3:6  |
| 3.  | 15. Januar 2011  | Sydney     | Hartplatz     | Gilles Simon          | 5:7, 6:74 |
| 4.  | 23. Oktober 2011 | Moskau     | Hartplatz (i) | Janko Tipsarević      | 4:6, 2:6  |
| 5.  | 14. Juni 2015    | Stuttgart  | Rasen         | Rafael Nadal          | 6:73, 3:6 |
| 6.  | 7. Februar 2016  | Sofia      | Hartplatz     | Roberto Bautista Agut | 3:6, 4:6  |

### Doppel

#### Turniersiege

##### ATP World Tour
| Nr. | Datum            | Turnier | Belag         | Partner         | Finalgegner                    | Ergebnis |
| --- | ---------------- | ------- | ------------- | --------------- | ------------------------------ | -------- |
| 1.  | 3. Oktober 2010  | Bangkok | Hartplatz     | Christopher Kas | Jürgen Melzer Jonathan Erlich  | 6:4, 6:4 |
| 2.  | 12. Februar 2017 | Sofia   | Hartplatz (i) | Nenad Zimonjić  | Michail Jelgin Andrei Kusnezow | 6:4, 6:4 |

##### ATP Challenger Tour
| Nr. | Datum         | Turnier  | Belag         | Partner        | Finalgegner               | Ergebnis |
| --- | ------------- | -------- | ------------- | -------------- | ------------------------- | -------- |
| 1.  | 18. März 2006 | Sarajevo | Hartplatz (i) | Ilija Bozoljac | Alexander Peya Lars Uebel | 6:3, 6:4 |

#### Finalteilnahmen
| Nr. | Datum            | Turnier | Belag         | Partner            | Finalgegner                  | Ergebnis  |
| --- | ---------------- | ------- | ------------- | ------------------ | ---------------------------- | --------- |
| 1.  | 24. Oktober 2010 | Moskau  | Hartplatz (i) | Janko Tipsarević   | Dmitri Tursunow Igor Kunizyn | 6:78, 3:6 |
| 2.  | 12. Januar 2018  | Sydney  | Hartplatz     | Jan-Lennard Struff | Łukasz Kubot Marcelo Melo    | 3:6, 4:6  |